# Zool
Zool (auch Zool: Ninja of the "Nth" Dimension) ist ein von der Firma Gremlin Graphics (1994 Umbenennung in Gremlin Interactive) entwickeltes 2D-Plattformspiel (Jump ’n’ Run) aus dem Jahr 1992. Es ist für PC und diverse Spielkonsolen erschienen (z. B. Atari ST, Amiga, PC, SNES, Mega Drive) und hat Ähnlichkeiten mit Sonic the Hedgehog. In dem Spiel ist Werbung für Chupa Chups zu finden.
Das Spiel erhielt mit Zool 2 eine Fortsetzung.
Am 18. August 2021 veröffentlichte Sumo Digital Academy ein Remake des ersten Teils mit dem Titel Zool Redimensioned auf Steam. Das Remake erschien am 16. Mai 2023 auch für PlayStation 4 und 5.

## Rezeption
| Bewertungen Publikation Wertung Amiga CD³² DOS Game Boy Mega Drive SNES ASM 10/12 [ 3 ] Amiga Joker 83 % [ 4 ] 83 % [ 5 ] PC Joker 78 % [ 6 ] PC Player 69 % [ 7 ] Play Time 79 % [ 8 ] Power Play 75 % [ 9 ] 78 % [ 10 ] 55 % [ 11 ] Video Games 75 % [ 12 ] 74 % [ 13 ] 75 % [ 14 ] |           |         |         |          |            |         |
| Bewertungen |           |         |         |          |            |         |
| Publikation | Wertung   | Wertung | Wertung | Wertung  | Wertung    | Wertung |
| Publikation | Amiga     | CD³²    | DOS     | Game Boy | Mega Drive | SNES    |
| ASM |           |         | 10/12   |          |            |         |
| Amiga Joker | 83 %      | 83 %    |         |          |            |         |
| PC Joker |           |         | 78 %    |          |            |         |
| PC Player |           |         | 69 %    |          |            |         |
| Play Time |           |         |         |          | 79 %       |         |
| Power Play | 75 % 78 % |         | 55 %    |          |            |         |
| Video Games |           |         |         | 75 %     | 74 %       | 75 %    |